# Liste der Monuments historiques in Moyen
Die Liste der Monuments historiques in Moyen führt die Monuments historiques in der französischen Gemeinde Moyen auf.

## Liste der Immobilien
| Bezeichnung              | Beschreibung                                  | Standort              | Kennzeichnung | Schutzstatus | Datum | Bild           |
| ------------------------ | --------------------------------------------- | --------------------- | ------------- | ------------ | ----- | -------------- |
| Château Qui-qu’en-grogne | Burg, ab dem 12. Jahrhundert, 1639 entfestigt | Rue du Château (Lage) | PA00106098    | Classé       | 1992  | weitere Bilder |

## Liste der Objekte
| Bezeichnung                | Beschreibung | Standort                       | Kennzeichnung | Schutzstatus   | Datum | Bild |
| -------------------------- | --- | ------------------------------ | ------------- | -------------- | ----- | ---- |
| Orgel                      | Haupteintrag für PM54001038 | in der Kirche St-Martin (Lage) | PM54001308    | Classé Inscrit | 1990  |      |
| Instrumentalteil der Orgel | 1758 von Jean Adam Dingler für das Prämonstratenserkloster in Nancy gebaut, 1803 von Joseph Stezle als Positiv der Orgel von St-Sébastien in Nancy verwendet, dort Ende des 19. Jahrhunderts durch Jean Blési ausgebaut und nach Moyen versetzt | in der Kirche St-Martin (Lage) | PM54001038    | Classé Inscrit | 1990  |      |
| Zwei Seitenaltäre          | jeweils Altartisch und Retabel; Holz, farbig gefasst, um 1725, Jean Bailly zugeschrieben | in der Kirche St-Martin (Lage) | PM54001722    | Inscrit        | 1985  |      |
| Kronleuchter               | Kristallglas, zweite Hälfte des 19. Jahrhunderts | in der Kirche St-Martin (Lage) | PM54000507    | Classé         | 1984  |      |